# Provodice
Provodice je osada, část městyse Hořice na Šumavě v okrese Český Krumlov. Nachází se asi 3 km na sever od Hořic na Šumavě. Jsou zde evidovány tři adresy.
Provodice leží spolu se Stěžerovem v katastrálním území Svíba o výměře 3,95 km². Zaniklá vesnice Svíba, po níž je katastrální území pojmenováno, leží však mimo něj, v katastrálním území Polná na Šumavě sousední obce.

## Historie
První písemná zmínka o vesnici pochází z roku 1268.
Minimálně do roku 1930 byla osada součástí obce Švíba či Svíba, v roce 1950 osadou obce Skláře, od roku 1961 části obce Hořice na Šumavě.